# Брюс Мецгер
Брюс Меннінг Мецгер (англ. Bruce Manning Metzger; 9 лютого 1914 — 13 лютого 2007) — американський біблеїст та текстолог, один з найбільших знавців біблійних текстів.

## Життєпис
Народився 9 лютого 1914 року в Мідлтауні, штат Пенсильванія (США).
1935 року в Коледжі Ліван-Веллі отримав ступінь бакалавра. Мецгер мав сильну академічну підготовку з грецької мови перед тим, як вступити до семінарії в Прінстоні. Влітку перед вступом до семінарії він дванадцятий раз прочитав послідовно Біблію цілком. У 1938 році в Принстонской теологічної семінарії він отримав ступінь бакалавра богослов'я, а восени 1938 року почав викладати як науковий співробітник новозавітної грецької мови. У 1940 році Брюс здобув магістерську освіту в Принстонському університеті і став інструктором Нового Завіту. Через два роки, у 1942 році захистив докторську дисертацію в Пристонському університеті за темою «Вивчення грецької євангельського лекціонарія (Greg. 303)». У 1944 році Мецгер одружився з Ізобель Елізабет Макей, дочкою третього президента Семінарії Джона А. Макея, і його перевели на посаду асистент професора. У 1948 році він став доцентом, а у 1954 — професором Пристонського університету. У 1964 році Мецгер був названий професором з мови та літератури Нового Завіту.
11 квітня 1939 року він був висвячений пастором в Об'єднаній пресвітеріанській церкві Північної Америки, яка з того часу злилася і тепер відома як Пресвітеріанська церква (США).
У 1971 році він був обраний президентом як Studiorum Novi Testamenti Societas, так і Товариства біблійної літератури. Наступного року він став президентом Патрістичного товариства Північної Америки. Брав участь у виданні Нового Завіту мовою оригіналу, перекладів Revised Standard Version та New Revised Standard Version, а також багатьох інших біблійних проектах.
Метцгер був відвідував колег у Клер Холл, Кембриджі у 1974 році та Коледжі Вольфсона, Оксфорд у 1979 році. У 1978 році він був обраний кореспондентом Британської академії, найвищої відзнаки академії для осіб, які не проживають у Великій Британії. У віці сімдесяти років, викладаючи у Принстоні протягом сорока шести років, він пішов у відставку як професор емерит.
1994 року Британська академія удостоїла Мецгера медалі Беркітта за внесок у розвиток біблеїстики. Він був членом правління Об'єднаних біблійних товариств і Американського біблійного товариства.
Незабаром після свого 93-го дня народження Мецгер помер у Принстоні, штат Нью-Джерсі, 13 лютого 2007 року. Його пережили дружина Ізобель та їхні два сини, Джон Макей Мецгер та Джеймс Брюс Мецгер.

## Праці

### Монографії
- Metzger, Bruce M. Lexical Aids for Students of New Testament Greek. — Princeton University Press, 1955.
- Metzger, Bruce M. Introduction to the Apocrypha. — Oxford University Press, 1957.
- Metzger, Bruce M. List of Words Occuring Frequently in the Coptic New Testament (Sahidic Dialect). — Brill, 1961. – note: "occuring" is misspelled in the published title
- Metzger, Bruce M.; Metzger, Isobel M. The Oxford Concise Concordance to the Revised Standard Version of the Holy Bible. — 1st. — Oxford University Press, 1962.
- Metzger, Bruce M. Chapters in the History of New Testament Textual Criticism. — Brill, 1963. — Т. 4.
- Metzger, Bruce M. The Text of the New Testament: Its Transmission, Corruption, And Restoration. — 1st. — Oxford University Press, 1964.
- Metzger, Bruce M. The New Testament: Its Background, Growth and Content. — 1st. — Abingdon Press, 1965. — ISBN 978-0-6872-7913-5.
- Metzger, Bruce M. Historical and Literary Studies: Pagan, Jewish, and Christian. — Brill, 1968.
- Metzger, Bruce M. The Early Versions of the New Testament: Their Origin, Transmission, and Limitations. — Oxford University Press, 1977. — ISBN 978-0-1982-6170-4.
- Metzger, Bruce M. New Testament Studies: Philological, Versional, and Patristic. — Brill, 1980. — ISBN 978-9-004-06163-7.
- Metzger, Bruce M. Manuscripts of the Greek Bible: An Introduction to Palaeography. — Oxford University Press, 1981. — ISBN 978-0-195-02924-6.
- Metzger, Bruce M. The Reader's Bible: condensed from the Revised Standard Version Old and New Testaments. — Readers' Digest Association, 1983. — ISBN 978-0-895-77106-3.
- Metzger, Bruce M.; Denton, Robert C.; Harrelson, Walter. The Making of the New Revised Standard Version of the Bible. — Eerdmans, 1991. — ISBN 978-0-802-80620-8.
- The Oxford Companion to the Bible / Metzger, Bruce M.; Coogan, Michael D. — Oxford University Press, 1993. — ISBN 978-0-195-04645-8.
- Metzger, Bruce M. Textual Commentary on the Greek New Testament: a companion volume to the United Bible Societies' Greek New Testament (third edition). — United Bible Societies, 1994. — ISBN 978-3-438-06010-5.
- Metzger, Bruce M. The Canon of the New Testament: Its Origin, Development, and Significance. — Oxford University Press, 1997. — ISBN 978-0-198-26180-3.
- Metzger, Bruce M. Reminiscences of an Octogenarian. — Hendrickson Publishers, 1997. — ISBN 978-1-5656-3264-6.
- Metzger, Bruce M. Breaking the Code: Understanding the Book of Revelation. — Leader's. — Abingdon Press, 1999. — ISBN 978-0-6874-9779-9.
- Metzger, Bruce M.; Aland, Barbara. Greek New Testament. — Deutsche Bibelgesellschaft, 2000. — ISBN 978-3-438-05110-3.
- The Oxford Guide to People & Places of the Bible / Metzger, Bruce M.; Coogan, Michael D. — Oxford University Press, 2001. — ISBN 9780195146417.
- Metzger, Bruce M. The Bible in Translation, Ancient and English Versions. — Baker Academic, 2001. — ISBN 978-0-801-02282-1.
- The Oxford Essential Guide to Ideas and Issues of the Bible / Metzger, Bruce M.; Coogan, Michael D. — Oxford University Press, 2002. — ISBN 978-0-195-14917-3.
- Metzger, Bruce M. The New Testament: Its Background, Growth and Content. — Reprint. — James Clarke & Co, 2002. — ISBN 978-0-227-17025-0.
- Metzger, Bruce M.; Ehrman, Bart D. The Text of the New Testament: Its Transmission, Corruption, And Restoration. — 4th. — Oxford University Press, 2005. — ISBN 0-19-516122-X.
- Metzger, Bruce M. Apostolic Letters of Faith, Hope, and Love: Galatians, 1 Peter, and 1 John. — Cascade Books, 2006. — ISBN 978-1-5975-2501-5.

### Переклади
- Oxford Annotated Apocrypha: The Apocrypha of the Old Testament / Metzger, Bruce M. — 1977.
- The New Oxford Annotated Bible with the Apocrypha, Revised Standard Version, Expanded Edition / Metzger, Bruce M. — 1977.
- Oxford Annotated Apocrypha: Revised Standard Version / Metzger, Bruce M. — 1977.
- New Revised Standard Version / Metzger, Bruce M. — 1989.
- The NRSV Bible with the Apocrypha, Compact Edition / Metzger, Bruce M. — 2003.

### Статті
- Metzger, Bruce M. The Meaning of Christ’s Ascension // Christianity Today. — 1966. — Т. 10, № 17, Число 27 (5). — С. 3—4.
- Metzger, Bruce M. Kyriakon: Festschrift Johannes Quasten / Granfield, Patrick; Jungmann, Josef A. — Verlag Aschendorff, 1970. — Т. 1. — С. 79—99.
- Metzger, Bruce M. Patristic Evidence and Textual Criticism of the New Testament // New Testament Studies : журнал. — 1972. — Vol. 18, no. 4. — P. 379—400. - Presidential Address, Studiorum Novi Testamenti Societas, delivered August 24, 1971, at Noordwijkerhout, The Netherlands.
- Metzger, Bruce M. Literary forgeries and canonical pseudepigrapha // Journal of Biblical Literature : журнал. — 1972. — Vol. 91, no. 1. — P. 3—24. - Presidential address, Society of Biblical Literature, delivered October 29, 1971, in Atlanta, Georgia.
- Metzger, Bruce M. How Well Do You Know the Apocrypha? // Guideposts. — 1984. — 11. — С. 28—31.